# Strangers (песня Льюиса Капальди)
«Strangers» — песня шотландского певца Льюиса Капальди, изданная 5 января 2024 года в качестве первого сингла с расширенного издания его второго студийного альбома Broken by Desire to Be Heavenly Sent.

## Информация о песне
Расширенное издание второго альбома Льюиса Капальди Broken by Desire to Be Heavenly Sent вышло в качестве альбома-сюрприза 1 января 2024 года. В него вошла новая песня «Strangers», которую Капальди написал вместе с Джорданом К. и Стефаном Джонсонами и Майклом Поллаком. Говоря о расширенном издании, Капальди пояснил, что задумывался о нём ещё до ухода на вынужденный перерыв в карьере по состоянию здоровья, поскольку не хотел, чтобы неизданные песни пропали: «Я решил, что будет жаль, если эти пять дополнительных песен, которые так невероятно дороги мне, останутся лишь на моём жестком диске и никогда не увидят свет».
В тексте песни «Strangers» речь идёт о Капальди и бывшей возлюбленной, изначально сплотившихся на почве общей ненависти к песне группы Oasis «Wonderwall», о чём говорится в строчке: «You say you hate this song… my dear, you’re not the only one». Предполагается, что это также и отсылка к публичной вражде между Капальди и Лиамом и Ноэлом Галлахерами.

## Критика
7 января 2024 года «Strangers» победила в голосовании журнала Billboard за лучший релиз прошедшей недели, получив около 65 % голосов читателей. В рецензии от Billboard говорится о том, что в «Strangers» Капальди "ступает на знакомую территорию своего прорывного хита «Someone You Loved», а также утверждается, что Капальди возвращается к свой «режим баллад».

## Позиции в чартах
В Великобритании «Strangers» вошла в топ-40 чарта UK Singles Chart и добралась лишь до 37 места, задержавшись в чарте на четыре недели. В Швеции песня смогла добраться до 42 места чарта, в Ирландии — до 70 места, в Бельгии — до 48 места. В Новой Зеландии песня не попала в чарт Top 40 Singles Charts, но смогла занять 12 место в NZ Hot Singles Charts.
| Чарт (2024)                     | Наивысшая позиция |
| ------------------------------- | ----------------- |
| Бельгия/Фландрия (Ultratop 50)  | 48                |
| Ирландия (IRMA)                 | 70                |
| Новая Зеландия (RMNZ)           | 12                |
| Сан-Марино (SMRRTV Top 50)      | 48                |
| Словакия (Rádio — Top 100)      | 9                 |
| Швеция (Sverigetopplistan)      | 42                |
| Швейцария (Schweizer Hitparade) | 61                |
| Великобритания (OCC UK Singles) | 37                |